# Diisopropylamin
Diisopropylamin ist eine chemische Verbindung aus der Gruppe der sekundären, aliphatischen Amine und Dialkylamine.

## Eigenschaften
Diisopropylamin liegt in Form einer leicht flüchtigen, ätzenden, leichtentzündlichen, farblosen Flüssigkeit mit aminartigem Geruch vor. Sie zersetzt sich bei höheren Temperaturen, wobei Stickoxide freiwerden.

## Verwendung
Diisopropylamin wird als Katalysator, Lösungsmittel und als Zwischenprodukt bei der Herstellung von Korrosionsinhibitoren und anderen Verbindungen (wie zum Beispiel Diisopropylethylamin), sowie bei der Aminwäsche und bei der Sonogashira-Kupplung verwendet. In der Medizin wird Diisopropylamin als arteriolärer Vasodilator verwendet.
Diisopropylamin wird in der organischen Chemie als Ausgangsverbindung zur Herstellung der wenig  nucleophilen starken Base Lithiumdiisopropylamid (LDA) benutzt.

## Sicherheitshinweise
Diisopropylamin bildet leicht entzündliche Dampf-Luft-Gemische. Die Verbindung hat einen Flammpunkt von −7 °C. Der Explosionsbereich liegt zwischen 1,2 Vol.‑% (50 g/m3) als untere Explosionsgrenze (UEG) und 8,5 Vol.‑% (358 g/m3) als obere Explosionsgrenze (OEG). Die Grenzspaltweite wurde mit 1,02 mm (50 °C) bestimmt. Es resultiert damit eine Zuordnung in die Explosionsgruppe IIA. Die Zündtemperatur beträgt 285 °C. Der Stoff fällt somit in die Temperaturklasse T3. Mit Oxidationsmitteln, Säuren, Aluminium und organischen Verbindungen können heftige Reaktionen erfolgen. Bei Reaktion mit nitrosierenden Reagenzien können sich krebserzeugende N-Nitrosamine bilden.